# Jô (football)
Pour les articles homonymes, voir João Alves (homonymie), Alves (homonymie), Assis, João Silva et Silva.
João Alves de Assis Silva, surnommé Jô, né le 23 mars 1987 à São Paulo au Brésil, est un footballeur international brésilien évoluant au poste d'avant-centre du début des années 2000 au début des années 2020.

## Biographie

### Au SC Corinthians
Formé au club brésilien des SC Corinthians dès 1997, il est convoqué en équipe nationale du Brésil des jeunes et la même année en 2002 et remporte la Coupe du Brésil version jeunes. Le 29 juin 2003, il débute enfin dans l'équipe première des Corinthians dans le match contre Guarani à juste 16 ans ce qui constitue un nouveau record pour le club. Son premier but sera marqué en aout de la même année. En 2005, Jô est champion du Brésil et après plus de trois saisons avec ce club, il compte à son compteur 106 matchs joués et 17 buts marqués.

### Au CSKA Moscou
En décembre 2005, il quitte son pays natal et s'engage avec le club russe du CSKA Moscou pour une durée de quatre ans. Jô montre son talent durant la saison 2006 en terminant meilleur buteur du CSKA, avec lequel il remporte le Championnat de Russie. Parmi ses 14 buts, le premier est marqué contre le FC Chakhtar Donetsk et quatre autres buts sont inscrits contre Chinnik le 26 mars 2006 (victoire 5-1). 
En 2007, il débute avec son équipe nationale en jouant le dernier match de l'année en amical contre la Turquie (0-0). Dans la saison 2007, il marque 13 buts et pour la deuxième fois de sa carrière est nommé meilleur buteur du CSKA Moscou à égalité avec son coéquipier Vágner Love. Jô marque 44 buts pour le CSKA Moscou, soit autant que Ivica Olić.

### À Manchester City
Le 2 juillet 2008, Jô signe un contrat de quatre ans en faveur de Manchester City. L'indemnité de transfert est de 18 millions de livres, soit environ 24 millions d'euros, ce qui constitue à l'époque un record pour le club (battu ensuite par l'arrivée de Robinho pour 42 millions d'euros). En janvier 2009, à la suite de prestations moyennes (1 but en 9 matchs) et à un temps de jeu restreint, il est prêté à Everton pour six mois.
Il débute pour Everton le 7 février 2009 contre Bolton et il parvient à marquer dès sa première apparition à la 49e avant de réaliser un doublé à la 90e sur pénalty. Il marque cinq autres buts sous les couleurs des Toffees au cours de la saison mais le club d'Everton ne le conserve pas.
En janvier 2010, Jô est prêté au club turc de Galatasaray pour une durée de quatre mois. Le club stambouliote ne possède pas l'option d'achat du joueur. Il marque son premier but contre Denizlispor le 31 janvier 2010 en déplacement et mène son club à la victoire.

### Retour au Brésil
Le 20 juillet 2011, Jô retourne au Brésil et signe un contrat avec le SC Internacional. Un an plus tard, Jô quitte International pour l'Atlético Mineiro. Il reste quatre années au club du Galo avec en point d'orgue la victoire de 2013 en Copa Libertadores. Il est meilleur buteur de la compétition avec sept buts.

### Aux Emirats puis en Chine
En juillet 2015, il signe au club d'Al Shabab.
Le 5 février 2016, il rejoint le Championnat de Chine en signant au Jiangsu Suning.

### Corinthians
Le 2 novembre 2016, Jô retourne à son club formateur en s'engageant pour trois ans avec les Corinthians.

### Nagoya Grampus
Le 3 janvier 2018, Jô s'engage avec le Nagoya Grampus et bat le record de transfert au Japon avec la somme de onze millions d'euros.

### Retour au Corinthians
Le 18 juin 2020, Jô revient au Corinthians, son club formateur, paraphant un contrat de trois ans et demi.

### Dernières années et retraite
En août 2022, Jô rejoint le Ceará SC jusqu'à la fin de saison.
En janvier 2023, Jô signe au club saoudien d'Al-Jabalain. Cinq jours plus tard, il quitte l'équipe.
Au mois de février 2023, Jô annonce sa retraite sportive lors d'une interview à la radio : « J'ai consacré plus de 20 ans au football. Je suis reconnaissant à tous les clubs, c'est beaucoup. Tout d'abord, dans cette interview, je tiens à préciser qu'à partir d'aujourd'hui, Jô termine son cycle dans le football professionnel, et que João Alves de Assis Silva aura une continuité dans sa vie personnelle, bien sûr, dans le football, parce que c'est l'endroit qui m'a ouvert beaucoup de portes et qui m'a permis de rencontrer tant de gens. Je veux revenir au football, maintenant en dehors du terrain ».

## Statistiques

### En club
| Saison    | Club             | Pays                | Compétition          | Matchs | Buts |
| --------- | ---------------- | ------------------- | -------------------- | ------ | ---- |
| 2003      | Corinthians      | Brésil              | Série A              | 14     | 1    |
| 2004      | Corinthians      | Brésil              | Série A              | 50     | 10   |
| 2005      | Corinthians      | Brésil              | Série A              | 42     | 6    |
| 2006      | CSKA Moscou      | Russie              | Première Ligue       | 30     | 22   |
| 2007      | CSKA Moscou      | Russie              | Première Ligue       | 38     | 18   |
| 2008      | CSKA Moscou      | Russie              | Première Ligue       | 10     | 4    |
| 2008/2009 | Manchester City  | Angleterre          | Premier League       | 18     | 3    |
| 2008/2009 | → Everton        | Angleterre          | Premier League       | 12     | 5    |
| 2009/2010 | → Everton        | Angleterre          | Premier League       | 24     | 2    |
| 2010      | → Galatasaray    | Turquie             | Süper Lig            | 15     | 3    |
| 2010-2011 | Manchester City  | Angleterre          | Premier League       | 24     | 3    |
| 2011      | SC Internacional | Brésil              | Série A              | 18     | 2    |
| 2012      | SC Internacional | Brésil              | Série A              | 18     | 3    |
| 2012      | Atlético Mineiro | Brésil              | Série A              | 29     | 10   |
| 2013      | Atlético Mineiro | Brésil              | Série A              | 52     | 19   |
| 2014      | Atlético Mineiro | Brésil              | Série A              | 37     | 8    |
| 2015      | Atlético Mineiro | Brésil              | Série A              | 7      | 2    |
| 2015-2016 | Al Shabab        | Émirats arabes unis | Arabian Gulf League  | 19     | 16   |
| 2016      | Jiangsu Suning   | Chine               | Chinese Super League | 26     | 11   |
| 2017      | Corinthians      | Brésil              | Série A              | 61     | 25   |
| 2018      | Nagoya Grampus   | Japon               | J. League            | 37     | 25   |
| 2019      | Nagoya Grampus   | Japon               | J. League            | 18     | 6    |
| TOTAL     | TOTAL            | TOTAL               | TOTAL                | 599    | 204  |

### Buts internationaux
| 0     | Date                                                                                    | Lieu                                                                                    | Compétition                                                                             | Résultat                                                                                | Adversaire                                                                              | Détail                                                                                  | Détail                                                                                  | Détail                                                                                  | Sél.                                                                                    |
| ----- | --------------------------------------------------------------------------------------- | --------------------------------------------------------------------------------------- | --------------------------------------------------------------------------------------- | --------------------------------------------------------------------------------------- | --------------------------------------------------------------------------------------- | --------------------------------------------------------------------------------------- | --------------------------------------------------------------------------------------- | --------------------------------------------------------------------------------------- | --------------------------------------------------------------------------------------- |
| 1er   | 15 juin 2013                                                                            | Estádio Nacional, Brasilia, Brésil                                                      | Premier tour de la Coupe des confédérations 2013                                        | V 3-0                                                                                   | Japon                                                                                   | 90+3e                                                                                   | du pied gauche                                                                          | 3-0                                                                                     | 5e                                                                                      |
| 2e    | 19 juin 2013                                                                            | Estádio Castelão, Fortaleza, Brésil                                                     | Premier tour de la Coupe des confédérations 2013                                        | V 2-0                                                                                   | Mexique                                                                                 | 90+3e                                                                                   | du pied gauche                                                                          | 2-0                                                                                     | 6e                                                                                      |
| 3e    | 7 septembre 2013                                                                        | Estádio Nacional, Brasilia, Brésil                                                      | Match amical                                                                            | V 6-0                                                                                   | Australie                                                                               | 8e                                                                                      | du pied gauche                                                                          | 1-0                                                                                     | 9e                                                                                      |
| 4e    | 7 septembre 2013                                                                        | Estádio Nacional, Brasilia, Brésil                                                      | Match amical                                                                            | V 6-0                                                                                   | Australie                                                                               | 34e                                                                                     | du pied gauche                                                                          | 2-0                                                                                     | 9e                                                                                      |
| 5e    | 10 septembre 2013                                                                       | Gillette Stadium, Foxborough, États-Unis                                                | Match amical                                                                            | V 3-1                                                                                   | Portugal                                                                                | 49e                                                                                     | du pied gauche                                                                          | 3-1                                                                                     | 10e                                                                                     |
| Total | 5 buts (5 du pied gauche), en 20 sélections entre le 5 juin 2007 et le 12 juillet 2014. | 5 buts (5 du pied gauche), en 20 sélections entre le 5 juin 2007 et le 12 juillet 2014. | 5 buts (5 du pied gauche), en 20 sélections entre le 5 juin 2007 et le 12 juillet 2014. | 5 buts (5 du pied gauche), en 20 sélections entre le 5 juin 2007 et le 12 juillet 2014. | 5 buts (5 du pied gauche), en 20 sélections entre le 5 juin 2007 et le 12 juillet 2014. | 5 buts (5 du pied gauche), en 20 sélections entre le 5 juin 2007 et le 12 juillet 2014. | 5 buts (5 du pied gauche), en 20 sélections entre le 5 juin 2007 et le 12 juillet 2014. | 5 buts (5 du pied gauche), en 20 sélections entre le 5 juin 2007 et le 12 juillet 2014. | 5 buts (5 du pied gauche), en 20 sélections entre le 5 juin 2007 et le 12 juillet 2014. |

## Palmarès

### En club
- Corinthians
  - Champion de São Paulo : 2001 et 2003
  - Tournoi Rio - São Paulo : 2002
  - Coupe du Brésil : 2002
  - Champion du Brésil : 2005, 2017

- CSKA Moscou
  - Champion de Russie : 2006
  - Coupe de Russie : 2006 et 2008
  - Supercoupe de Russie : 2006

- Internacional
  - Recopa Sudamericana: 2011.
  - Championnat du Rio Grande do Sul: 2012.

- Atlético Mineiro
  - Copa Libertadores: 2013.
  - Championnat du Minas Gerais: 2013 et 2015.
  - Recopa Sudamericana: 2014.
  - Coupe du Brésil: 2014.
  - Troisième de la Coupe du monde des clubs de la FIFA 2013.

### En sélection
| Brésil olympique - Jeux olympiques - Médaillé de bronze en 2008 |  | Brésil - Coupe des confédérations - Vainqueur en 2013 |